# Hansjörg Kunze
Hansjörg Kunze (Alemania Oriental, 28 de diciembre de 1959) es un atleta alemán, especializado en la prueba de 10000 m en la que llegó a ser medallista de bronce del mundo en 1983.

## Carrera deportiva
En el Mundial de Helsinki 1983 ganó la medalla de bronce en los 10000 metros, con un tiempo de 28:.1.26 segundos, llegando a la meta tras el italiano Alberto Cova y su compatriota Werner Schildhauer.
En el Mundial de Roma 1987 y en los JJ. OO. de Seúl 1988 también ganó el bronce en esta prueba de los 10000 metros.